# Diana (přírodní rezervace)
Diana je přírodní rezervace ev. č. 2476 jižně od obce Rozvadov v okrese Tachov. Oblast spravuje AOPK ČR Správa CHKO Český les. Důvodem ochrany je starý bukový prales.
Výměra je 21,90 ha, nadmořská výška je kolem 520 metrů. Rezervace leží asi kilometr západně od obce Diana. Vyskytují se zde květnaté bučiny vysokého stáří pralesovitého typu s bohatými rostlinnými společenstvy. Porost představuje zbytek původního bukového pralesa. Stromy jsou velmi staré a chybí zde mladší věkové kategorie. V bylinném patře, které až na malé výjimky pokrývá celé území, nalezneme bohaté porosty pérovníku pštrosího (Matteuccia struthiopteris), mařinky vonné (Galium odoratum) a ostřice třeslicovité (Carex brizoides). Rezervace je přístupná po lesní cestě, která je napojena na cestu spojující obec Dianu a červenou turistickou trasu.